# James Conlon
James Joseph Conlon (ur. 18 marca 1950 w Nowym Jorku) – amerykański dyrygent.

## Życiorys
Uczył się w High School of Music & Art w Nowym Jorku, później studiował dyrygenturę u Jeana Morela w Juilliard School. Debiutował w 1971 roku na festiwalu w Spoleto, dyrygując wykonaniem Borysa Godunowa Modesta Musorgskiego. W 1974 roku prowadził abonamentowe koncerty New York Philharmonic Orchestra, będąc najmłodszym w historii dyrygentem, który dostąpił tego zaszczytu. Dyrygował prapremierowym przedstawieniem zrewidowanej wersji opery Samuela Barbera Antony and Cleopatra (1975). W 1976 roku debiutował w Metropolitan Opera, dyrygując Czarodziejskim fletem W.A. Mozarta. W 1979 roku objął stanowisko dyrektora muzycznego Cincinnati May Festival, w tym samym roku debiutował w Covent Garden Theatre w Londynie. W 1980 roku po raz pierwszy dyrygował Filharmonikami Berlińskimi. Od 1983 do 1991 roku pełnił funkcję dyrygenta Rotterdams Philharmonisch Orkest. W 1988 roku wystąpił w Lyric Opera of Chicago, dyrygując Makbetem Giuseppe Verdiego. W 1989 roku objął funkcję pierwszego dyrygenta opery w Kolonii. W 1993 roku dyrygował Oberonem Carla Marii von Webera w mediolańskiej La Scali. W 1996 roku został dyrektorem muzycznym Opéra Bastille w Paryżu.